# Joanna Scopelli
Joanna Scopelli (ur. w 1428 w Reggio nell’Emilia, zm. w 1491) – włoska karmelitanka, błogosławiona Kościoła katolickiego.

## Życiorys
Urodziła się bardzo religijnej rodzinie. Gdy jej rodzice zmarli, wtedy założyła klasztor Matki Boskiej Ludu. Zmarła mając 63 lata w opinii świętości.
Jej kult jako błogosławionej potwierdził papież Klemens XIV w 1771 roku, a jej wspomnienie obchodzone jest w dniu 9 lipca.